# Bernardo José Espinosa Zúñiga
Bernardo José Espinosa Zúñiga (Cali, Colòmbia, 11 de juliol de 1989), conegut simplement com a Bernardo, és un futbolista professional colombià que juga com a defensa central.

## Trajectòria esportiva
Tot i que nascut a Colòmbia, Espinosa va acabar la seva formació a Espanya amb el Sevilla FC. Després d'haver jugat cinc minuts en un partit amb el Sevilla Atlético la temporada 2007–08 a la segona divisió, va disputar tres temporades senceres amb l'equip B, dues a segona divisió i la tercera a segona B, de les quals només va jugar amb regularitat en la darrera, la 2010–11.
Bernardo va debutar a La Liga l'11 de maig de 2011, jugant els 90 minuts en una derrota fora de casa per 2–3 contra el CA Osasuna. L'estiu següent va ser cedit al Racing de Santander, per la temporada 2011-12 a primera divisió.
Bernardo va marcar el seu primer gol a primera el 7 de gener de 2012, el qual va servir per guanyar un partit a casa contra el Reial Saragossa. El 26 de desembre, després de no haver aparegut amb els andalusos durant la primera meitat de la temporada 2012–13, fou cedit a l'Sporting de Gijón de la segona divisió.
El 26 de juny de 2013, Bernardo va quedar lligat permanentment amb els asturians, després de signar un contracte per tres anys amb el club.